# Martin Kayongo-Mutumba
Martin Kayongo-Mutumba (ur. 15 czerwca 1985 roku w Solnie) − urodzony w Szwecji ugandyjski piłkarz, grający na pozycji pomocnika. Wychowanek klubu AIK Fotboll, do którego powrócił w 2011 roku. W reprezentacji Ugandy zadebiutował w 2012 roku. Dotychczas rozegrał w niej cztery mecze (stan na 7 lipca 2013).